# WZ Andromedae
WZ Andromedae är en dubbelstjärna belägen i den mellersta delen av stjärnbilden Andromeda. Den har en högsta skenbar magnitud av ca 11,6 och kräver ett kraftfullt teleskop för att kunna observeras. Baserat på parallax enligt Gaia Data Release 2 på ca 1,86 mas beräknas den befinna sig på ett avstånd av ca 1 750 ljusår (ca 540 parsec) från solen.

## Observation
WZ Andromedae är en förmörkande dubbelstjärna vars maximala skenbara magnitud är 11,6,. Dess ljusstyrka varierar med en period på 4,12 dygn och har en typisk ljusstyrka på skenbar magnitud 8,98 men minskar ner till magnitud 11,04 under primärstjärnans förmörkelse.
Dubbelstjärnas variation, upptäckt av Henrietta Leavitt, visar de vanliga två förmörkelserna, en huvudförmörkelse av primärstjärnan och en sekundärförmörkelse av följeslagaren med en mindre uttalad minskning i magnitud. Variationens perioden på 16,7 dygn visade sig dock variera i tid utan någon konsoliderad trend.

## Egenskaper

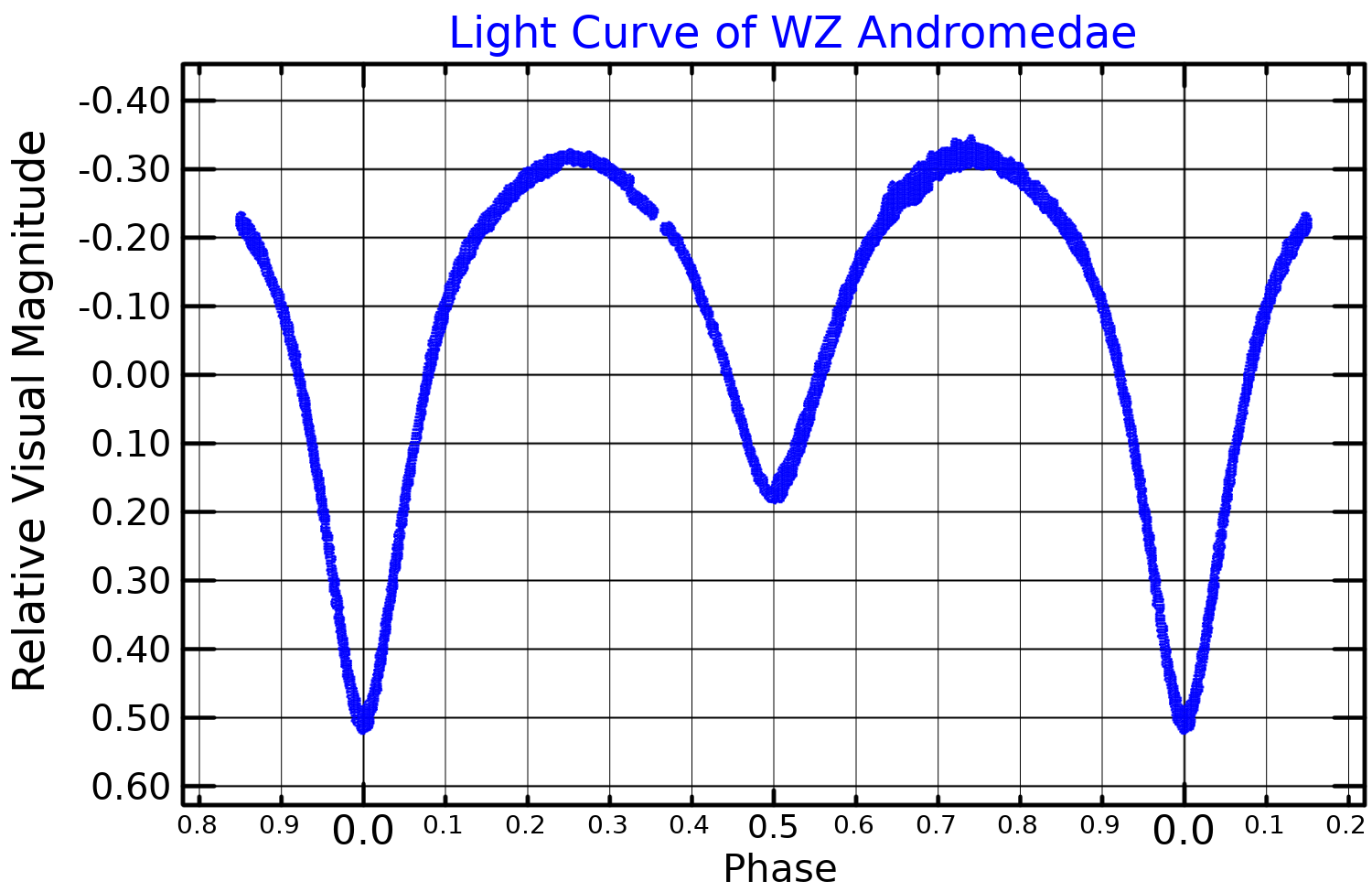
Ljuskurva i visuella bandet för WZ Andromedae, anpassad från Zhang & Zhang (2006).

I en förmörkande dubbelstjärna är 16,7-dygnsperioden också omloppsperioden. De två stjärnorna är av spektraltyp F5 och G3, och de har nästan samma massa, ca 2,27 solmassor tillsammantaget. De kan vara så nära varandra att massöverföring sker i systemet, vilket förändrar omloppsperioden över tid. En alternativ förklaring skulle kunna vara närvaro av två lågmassiga följeslagare med omloppsperiod på 50 respektive 70 år. Deras bidrag till systemets luminositet skulle dock vara försumbart (mindre än 1 procent) och de skulle ha en stor vinkelseparation (45 och 72 mas) från de två huvudstjärnorna.